# Château de Bossuit
Le château de Bossuit est un château situé dans le village belge de Bossuit, section de la commune d'Avelgem. 

## Histoire
Le premier château est construit au début du XVIIe siècle pour la famille Hovyne, seigneurs de Bossuit. Il passe au siècle suivant à la famille Luytens, puis à la famille d'Hangrin, suivie de la famille de Beauffort.